# Elfe Gerhart-Dahlke
Elfe Gerhart-Dahlke (* 10. Juli 1919 in Wien als Elfriede Gerhart; † 9. November 2007 in Grundlsee), besser bekannt als Elfe Gerhart, war eine österreichische Schauspielerin, Hörspielsprecherin und bildende Künstlerin.

## Leben
Elfe Gerhart (auch: Elfie Gerhardt) trat als Schauspielerin sowohl in Spielfilmen als auch in Theaterstücken auf. Sie war mit dem deutschen Schauspieler Paul Dahlke seit 1955 bis zu seinem Tod 1984 verheiratet.
Ihr erstes Engagement am Theater erlebte sie an der „Scala“ in Wien. Später trat sie erfolgreich am Renaissancetheater Wien, am Theater in der Josefstadt und an den Kammerspielen in Wien auf. In München wurde sie Mitglied am Staatstheater. Sie spielte bei den Salzburger Festspielen unter anderem im Jedermann. Sie stand 1944 in der Gottbegnadeten-Liste des Reichsministeriums für Volksaufklärung und Propaganda.
Ab 1956 lebte sie mit Paul Dahlke in einer Villa am Ufer des Grundlsees (Bräuhof 117). Dort verfasste sie auch die Gedichte und Illustrationen, die sie in ihrem Werk Nimm Dir Zeit für den Andern veröffentlichte.

## Filmografie
- 1938: Die unruhigen Mädchen (Finale)
- 1938: Konzert in Tirol
- 1939: Umwege zum Glück
- 1944/47: Liebe nach Noten
- 1948: Arlberg-Express
- 1948: Verlorenes Rennen
- 1949: Geheimnisvolle Tiefe
- 1949: Vagabunden
- 1949: Ein bezaubernder Schwindler
- 1951: Eva im Frack
- 1951: Entscheidung vor Morgengrauen
- 1952: Wienerinnen
- 1953: Die Todesarena
- 1955: Wunschkonzert
- 1957: Das Abgründige in Herrn Gerstenberg (TV)
- 1958: Alle Sünden dieser Erde
- 1959: Der Fall Pinedus (TV)
- 1964: Oberinspektor Marek (TV-Reihe, Folge 2: Einvernahme)
- 1967: Der Querkopf (TV)
- 1968: Laubenkolonie (TV)
- 1971: Das Feuerwerk (TV)
- 1971: Immer die verflixten Weiber
- 1972: Halbe Wahrheiten (TV)
- 1974: Hallo – Hotel Sacher … Portier! (TV-Reihe, Folge 16: Alte Freunde)

## Hörspiele (Auswahl)
- 1952: N.N.: Liebe in Nohant. Hörspiel um Frédéric Chopin – Regie: Willi Tom Stari (Original-Hörspiel – RWR Salzburg)
- 1953: Kurt Becsi: Das spanische Dreieck – Bearbeitung und Regie: Ernst Schönwiese (Hörspielbearbeitung – RWR Salzburg)
- 1953: Wilhelm Heim: Adam und Eva Regie: Erich Schwanda (Hörspiel – ORF Wien)
- 1957: Alfred Neumann: Die Goldquelle (Franziska Vio) – Regie: Heinz-Günter Stamm (Hörspielbearbeitung – BR)
- 1958: Hermann Gressieker: Gullivers neueste Reise (Frau Anja) – Regie: Otto Kurth (Originalhörspiel – SWF)
- 1958: Christian Ferber: Der Weg nach Grenoble (Sylvia, eine berufstätige Dame) – Regie: Hermann Wenninger (Originalhörspiel – BR/HR)
- 1959: Annemarie Selinko: Das Tagebuch der französischen Bürgerin Désirée Clary (Madame Tallien) – Regie: Heinz-Günter Stamm (Hörspielbearbeitung – BR)
- 1959: Ladislaus Fodor: Seinerzeit ausverkauft: Arm wie eine Kirchenmaus (Olly Frey, Sekretärin) – Regie: Heinz-Günter Stamm (Hörspielbearbeitung – BR)
- 1960: Franz von Schönthan, Charles Dickens: Seinerzeit ausverkauft: Klein Dorrit. Ein Lustspiel in drei Akten (Lady Ines Sparkler) – Regie: Heinz-Günter Stamm (Hörspielbearbeitung – BR)
- 1961: Ludwig Barnay, Alexandre Dumas der Ältere: Seinerzeit ausverkauft: Kean oder Genie und Leidenschaft – Regie: Heinz-Günter Stamm (Hörspielbearbeitung – BR)
- 1961: Georges Simenon: Maigret und sein Revolver (Jeanne Debul) – Regie: Heinz-Günter Stamm (Hörspielbearbeitung, Kriminalhörspiel – BR)
- 1962: Hans Sturm, Moritz Färber: Seinerzeit ausverkauft: Das Extemporale (Frau Elisabeth Hoffmann-Salzer) – Regie: Heinz-Günter Stamm (Hörspielbearbeitung – BR)
- 1963: Rolf und Alexandra Becker: Gestatten, mein Name ist Cox – Die kleine Hexe (10 Folgen) – Regie: Ferry Bauer (Originalhörspiel, Kriminalhörspiel – ORF Oberösterreich)
- 1963: Arthur Conan Doyle: Sherlock Holmes auf Freiersfüßen (Susan) – Regie: Heinz-Günter Stamm (Hörspielbearbeitung, Kriminalhörspiel – BR)
- 1965: E. T. A. Hoffmann: Das Fräulein von Scuderi (1. Teil) (Die Marquise von Maintenon) – Bearbeitung und Regie: Edmund Steinberger (Hörspielbearbeitung, Kriminalhörspiel – BR)
- 1966: Florian Kalbeck: Die Bettler (Vorlage: Der blinde Geronimo und sein Bruder  Erzählung von Arthur Schnitzler) (Die Dame) – Regie: Ferry Bauer (Hörspielbearbeitung – ORF Oberösterreich)
- 1967: Honoré de Balzac: Oberst Chabert – Regie: Ferry Bauer (Hörspielbearbeitung – ORF Oberösterreich)
- 1969: André Roussin: Und abends in die Komödie: Die Lokomotive (Katja) – Regie: Heinz-Günter Stamm (Hörspielbearbeitung – BR)
- 1969: Wolfgang Hildesheimer: Das Opfer Helena (Helena) – Regie: Ferry Bauer (Originalhörspiel – ORF Oberösterreich)
- 1969: Franz Kafka: Der Gruftwächter (Bearbeitung (Wort) und Sprechrolle: Die Fürstin) – Regie: Ferry Bauer (Hörspielbearbeitung – ORF Oberösterreich)
- 1975: Zvonimir Bajsić: Schau, wie schön der Tag anfängt (Mariola) – Regie: Zvonimir Bajsić (Originalhörspiel – SR/SFB)

Quellen: ARd-Hörspieldatenbank und Ö1-Hörspieldatenbank

## Skulpturen
- „Die Last“ im Skulpturengarten Tucherpark, München

## Auszeichnungen
- Goldenes Ehrenzeichen des Landes Steiermark